# Виндберге
Виндберге (нем. Windberge) — деревня в Германии, в земле Саксония-Анхальт, входит в район Штендаль в составе городского округа Тангерхютте.
Население составляет 285 человек (на 31 декабря 2013 года). Занимает площадь 32,41 км².

## История
Первое упоминание о поселении относится к 1160 году.
До 2010 года образовывала собственную коммуну, куда также входили деревни: Брункау, Оттерсбург и Шлойс.
31 мая 2010 года, после проведённых реформ, Виндберге вошла в состав городского округа Тангерхютте в качестве района. В этот район также вошли и Брункау, Оттерсбург и Шлойс.

## Галерея

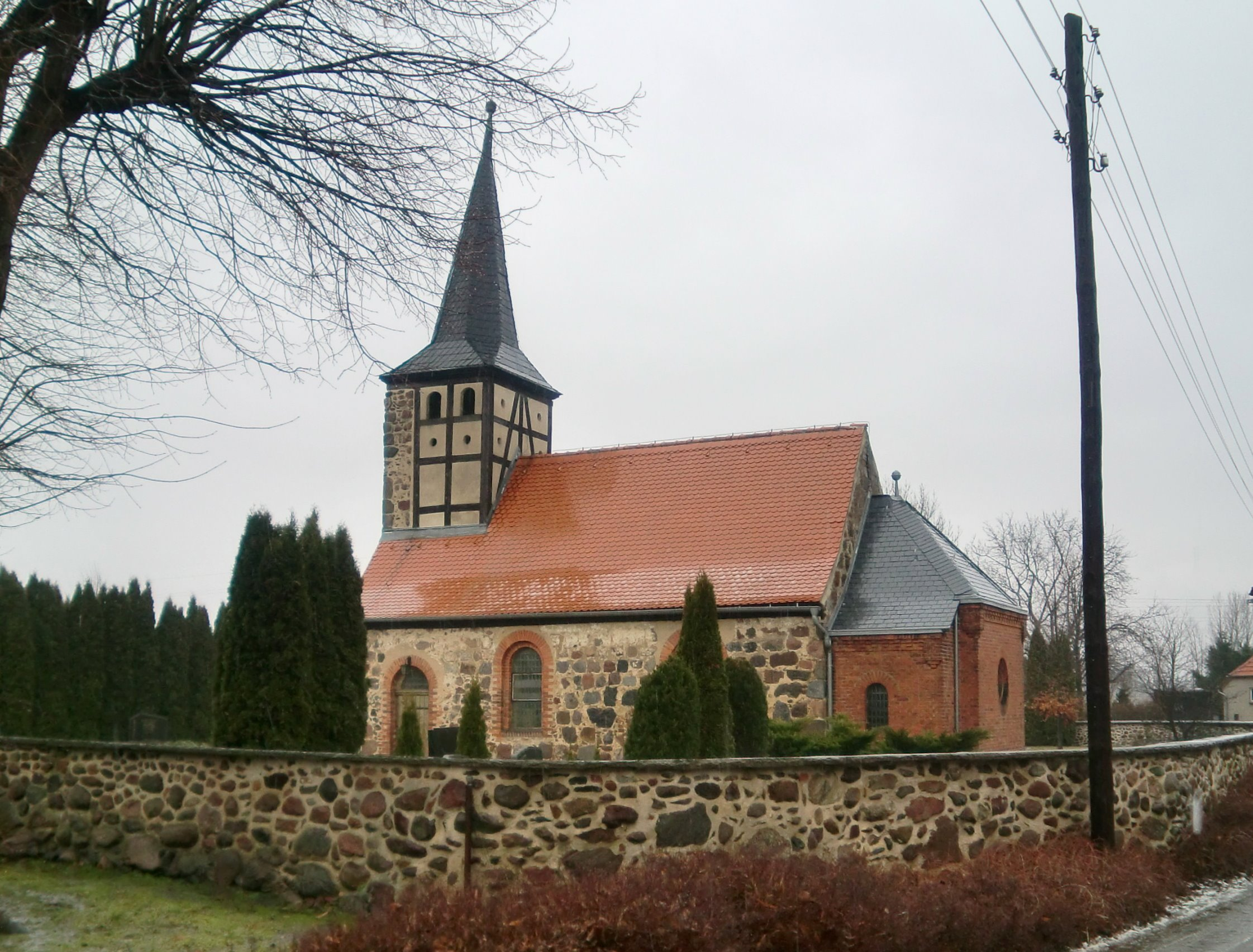
Церковь в Виндберге
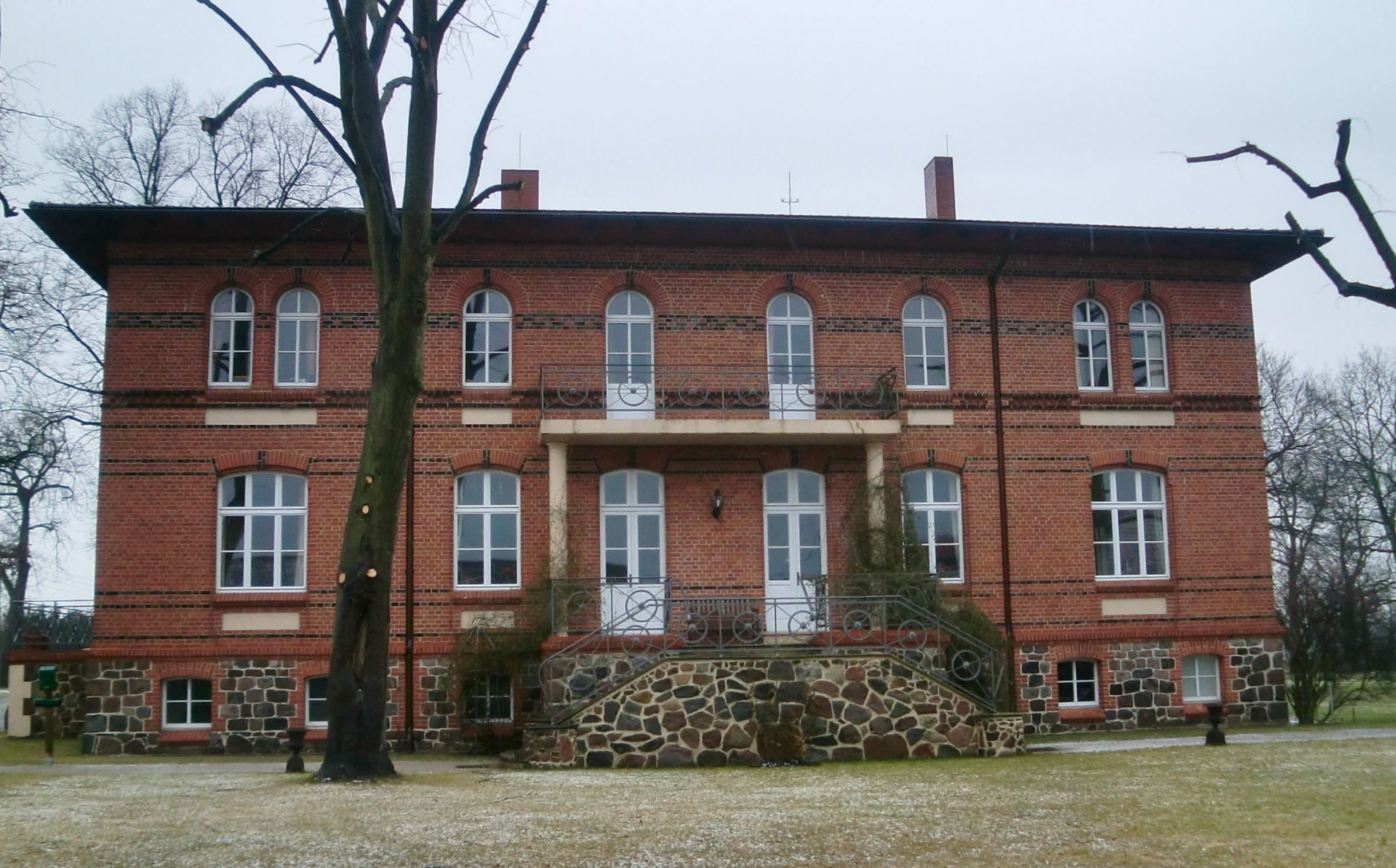
Усадьба в Оттерсбурге